# Vương quốc Lombardo–Veneto
Vương quốc Lombardo–Veneto (tiếng Ý: Regno Lombardo-Veneto, tiếng Đức: Königreich Lombardo–Venetien; tiếng Latinh: Regnum Langobardiae et Venetiae) là một vùng đất cấu thành (Lãnh thổ vương quyền) nên Đế quốc Áo, ra đời từ năm 1815 đến năm 1866. Nó được thành lập vào năm 1815 theo nghị quyết của Đại hội Viên nhằm công nhận quyền của Nhà Habsburg-Lorraine của Áo đối với Công quốc Milan và Cộng hòa Venice trước đây, sau khi Vương quốc Ý (Napoléon) (1805-1814), được tuyên bố thành lập vào năm 1805 dưới vương quyền của Hoàng đế Napoleon I của Pháp, dẫn đến chấm dứt tồn tại của hai thực thể ở trên.
Vương quốc này chỉ tồn tại trong 50 năm, khu vực Lombardy đã được nhượng lại cho Đệ Nhị Đế chế Pháp của Napoleon III vào năm 1859, sau Chiến tranh giành độc lập Ý lần thứ hai, sau đó Napoleon III ngay lập tức nhượng lại cho Vương quốc Sardegna. Lombardy-Venetia cuối cùng đã bị giải thể vào năm 1866 khi lãnh thổ còn lại của nó được sáp nhập vào Vương quốc Ý mới được tuyên bố sau chiến thắng của vương quốc này trước Đế chế Áo trong Chiến tranh giành độc lập Ý lần thứ ba.

## Lịch sử

### Sáng lập

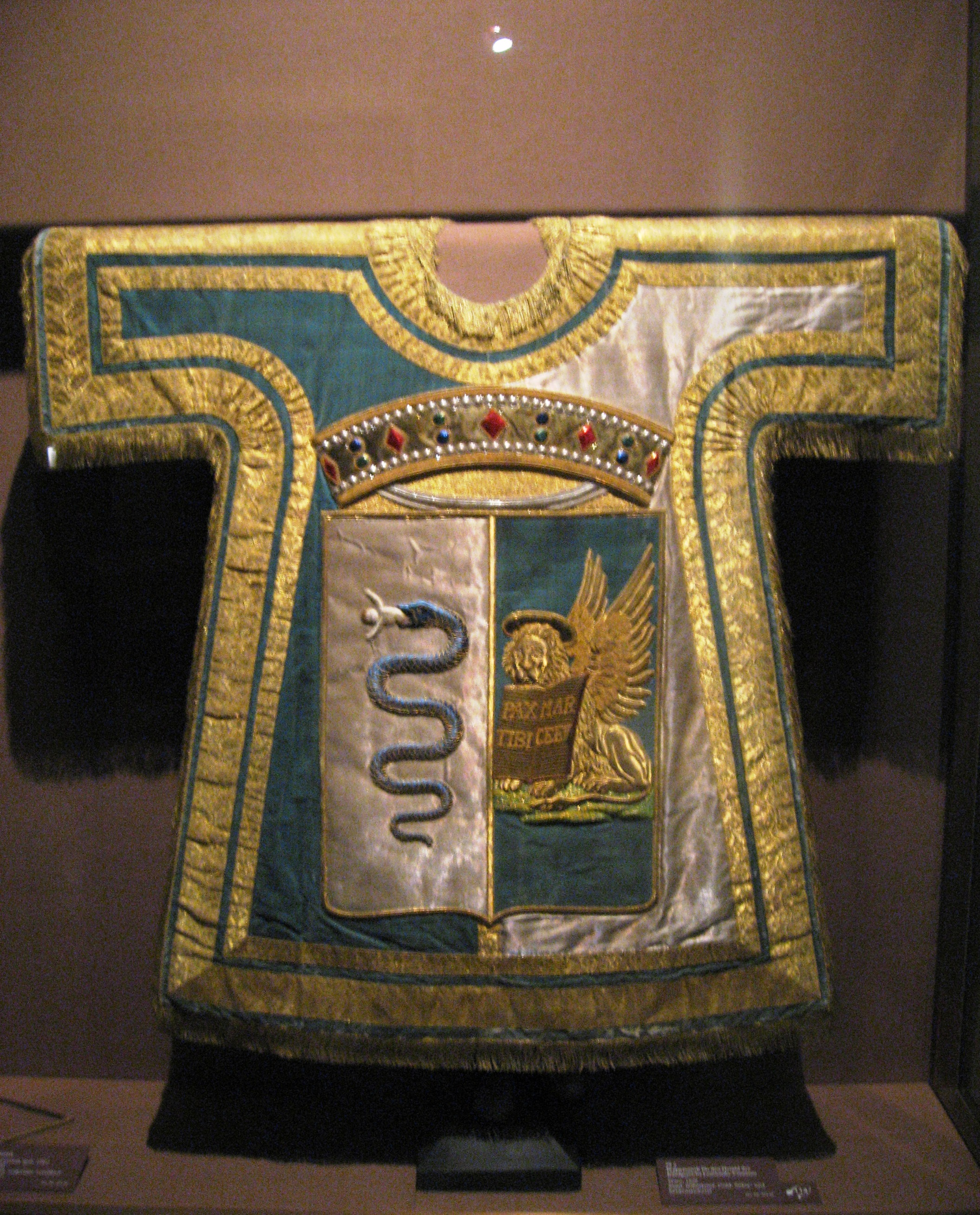
Áo khoác (Wappenrock) của một sứ giả với vương hiệu của Lombardy-Venetia (1834) – Weltliche Schatzkammer ở Viên

Trong Hiệp ước Paris năm 1814, người Áo đã xác nhận yêu sách của họ đối với các vùng lãnh thổ của Công quốc Milan của người Lombard trước đây, do chế độ Quân chủ Habsburg cai trị từ năm 1714 và cùng với Công quốc Mantua lân cận do nhánh Áo-Este thuộc Nhà Habsburg cai trị từ năm 1708 đến năm 1796, và Cộng hòa Venezia trước đây, từng nằm dưới sự cai trị của Áo theo Hiệp ước Campo Formio năm 1797.
Đại hội Viên đã hợp nhất các vùng đất này thành một vương quốc duy nhất, do Hoàng đế Áo thuộc Vương tộc Habsburg-Lorraine cai trị dưới hình thức Liên minh cá nhân; khác với Đại công quốc Toscana lân cận, Công quốc Modena và Reggio cũng như Công quốc Parma, vẫn là các thực thể độc lập dưới vương quyền của Habsburg. Hoàng đế Áo sẽ bổ nhiệm một phó vương đại diện ông cai trị vương quốc, ngoài ra còn bổ nhiệm 2 thống đốc, một cư trú tại Milan và người còn lại ở Venice. Sau Cách mạng 1848, chức Phó vương bị bãi bỏ, thay vào đó là một viên Toàn quyền, triều đình đặt lại Milan.

### Giai đoạn đầu của vương quốc

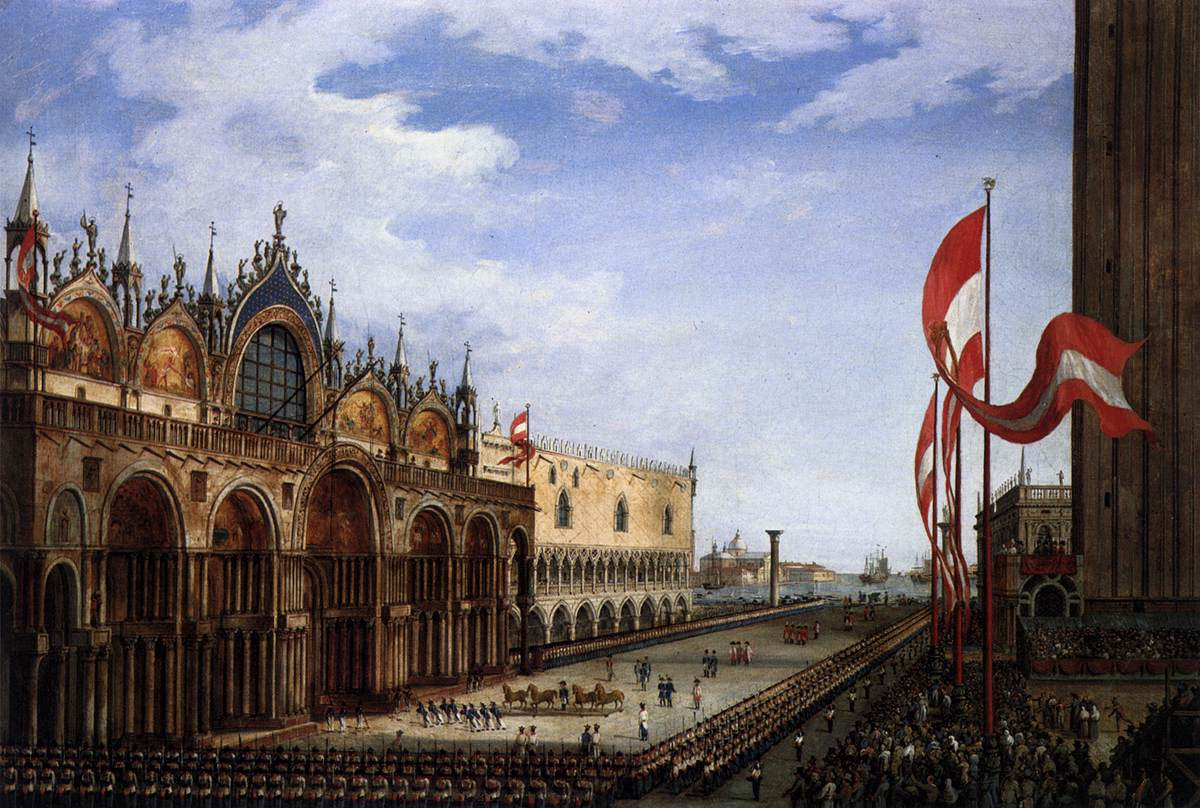
The Return of the Horses of San Marco vẽ bởi Vincenzo Chilone, 1815

Vương quốc Lombardy–Venetia lần đầu tiên được Hoàng đế Franz I của Áo cai trị vào năm 1815, cho đến khi ông qua đời vào năm 1835. Con trai ông là Hoàng đế Ferdinand I cai trị từ năm 1835 đến năm 1848. Tại Milan vào ngày 6 tháng 9 năm 1838, ông trở thành vị vua cuối cùng được trao vương miện bằng Vương miện Sắt của Lombardy. Vương miện sau đó được đưa đến Viên sau khi mất Lombardy vào năm 1859, nhưng đã được trả lại cho Ý sau khi mất Venetia vào năm 1866.
Mặc dù chính quyền địa phương có ngôn ngữ và nhân viên là người Ý, nhưng chính quyền Áo đã phải đối phó với phong trào Thống nhất nước Ý (Risorgimento). Sau cuộc cách mạng của nhân dân vào ngày 22 tháng 3 năm 1848, được gọi là "Năm ngày tại Milano", người Áo đã tháo chạy khỏi Milan, nơi trở thành thủ đô của Governo Provvisorio della Lombardia (Chính quyền lâm thời Lombardy). Ngày hôm sau, Venice cũng nổi dậy chống lại sự cai trị của Áo, thành lập Governo Provvisorio di Venezia (Chính quyền lâm thời Venice). Lực lượng Áo dưới quyền Thống chế Joseph Radetzky, sau khi đánh bại quân Sardegna trong Trận Custoza (24–25 tháng 7 năm 1848), đã tiến vào Milan (6 tháng 8) và Venice (24 tháng 8 năm 1849), và một lần nữa khôi phục lại quyền cai trị của Đế chế Áo tại các lãnh thổ này.
Hoàng đế Franz Joseph I của Áo đã cai trị vương quốc trong suốt thời gian còn lại của nó. Chức phó vương đã bị bãi bỏ và thay thế bằng một Toàn quyền. Chức vụ này ban đầu do Thống chế Radetzky đảm nhiệm - sau khi nghỉ hưu vào năm 1857, chức vụ này được chuyển cho em trai của Franz Joseph là Đại công tước Maximilian (người sau này trở thành Hoàng đế Mexico), người đã giữ chức Toàn quyền tại Milan từ năm 1857 đến năm 1859.

### Sự kết thúc của vương quốc

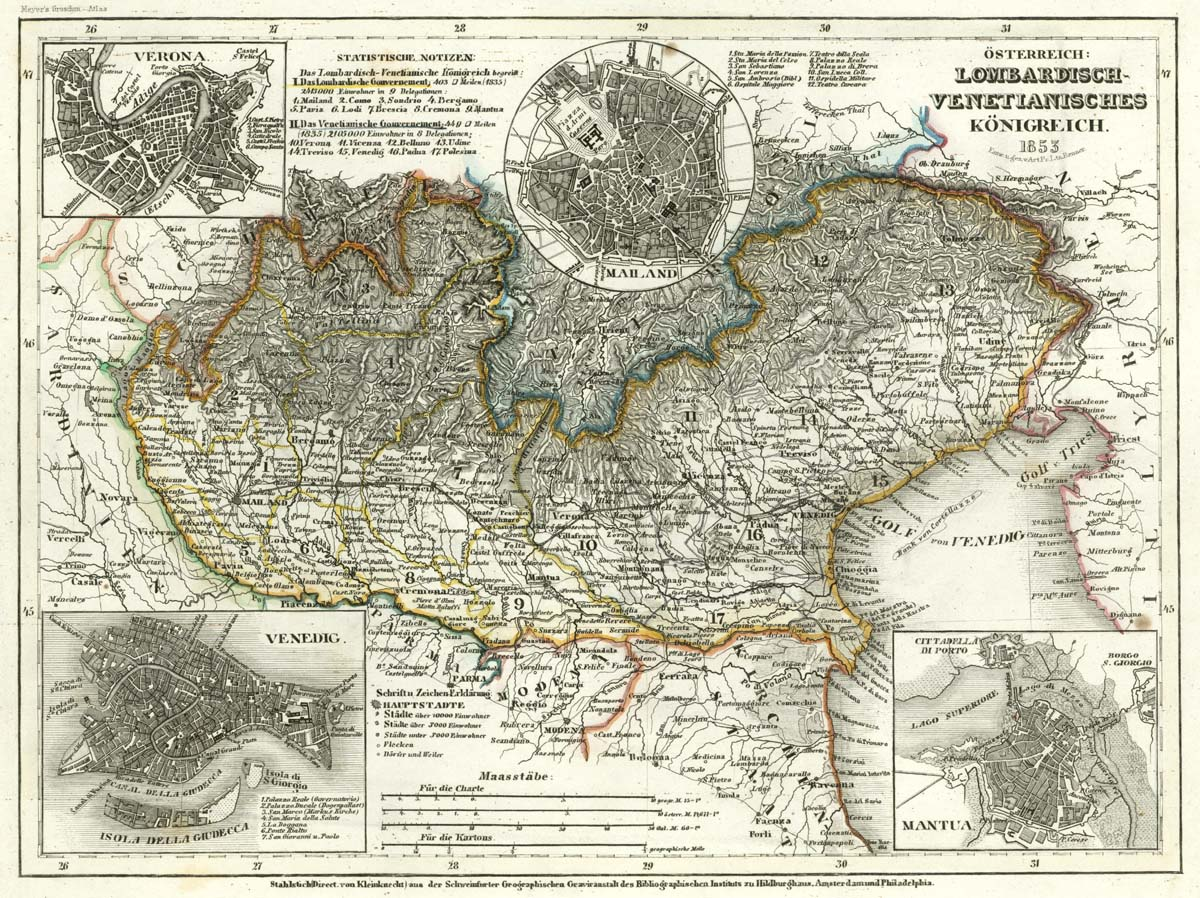
Lombardy–Venetia (1853) và các đô thị của nó

Sau Chiến tranh giành độc lập Ý lần thứ hai và thất bại trong Trận Solferino năm 1859, Đế chế Áo theo Hiệp ước Zürich đã phải nhượng Lombardy cho đến Sông Mincio, ngoại trừ các pháo đài Mantua và Peschiera, cho Hoàng đế Đệ Nhị Đế chế Pháp Napoleon III, người đã ngay lập tức chuyển nó cho Vương quốc Sardegna và nhà nước Ý đang trong giai đoạn phôi thai. Đại công tước Maximilian đã nghỉ hưu tại Lâu đài Miramare gần Trieste, trong khi thủ đô được chuyển đến Venice. Tuy nhiên, phần còn lại của Venetia và Mantua cũng rơi vào tay Vương quốc Ý sau Chiến tranh giành độc lập Ý lần thứ ba, theo Hòa ước Praha (1866). Lãnh thổ Venetia và Mantua đã được chính thức chuyển từ Áo sang Pháp, và sau đó được trao trả cho Ý vào ngày 19 tháng 10 năm 1866, vì lý do ngoại giao; một cuộc trưng cầu dân ý đánh dấu sự sáp nhập vào Vương quốc Ý vào ngày 21–22 tháng 10 năm 1866.

## Quản lý
Về mặt hành chính, Vương quốc Lombardy–Venetia bao gồm hai chính quyền độc lập (Gubernien) ở hai phần của nó, chính thức được tuyên bố là vùng đất riêng biệt của vương quyền vào năm 1851. Mỗi phần được chia thành nhiều tỉnh, tương ứng với các tỉnh của Vương quốc Ý thời Napoleon.
Lombardy bao gồm các tỉnh Milan, Como, Bergamo, Brescia, Pavia, Cremona, Mantua, Lodi-Crema và Sondrio. Venetia bao gồm các tỉnh Venice, Verona, Padua, Vicenza, Treviso, Rovigo, Belluno và Udine.
Theo bản đồ dân tộc học của Karl von Czoernig-Czernhausen, do Cục Thống kê Hoàng gia và Đế quốc ban hành năm 1855, Vương quốc Lombardy–Venetia khi đó có dân số là 5.024.117 người, bao gồm các nhóm dân tộc sau: 4.625.746 người Ý (người Lombard-Venetia); 351.805 người Friuli; 12.084 người Đức (người Cimbrian ở Venetia); 26.676 người Slovenia; và 7.806 người Do Thái.
Lần đầu tiên kể từ năm 1428, Lombardy tái xuất hiện như một thực thể tự trị, lần đầu tiên trong lịch sử thuật ngữ "Lombardy" được sử dụng chính thức để gọi cụ thể một thực thể chứ không phải toàn bộ miền Bắc Bán đảo Ý.
Chính quyền sử dụng tiếng Ý làm ngôn ngữ trong các văn bản và thông tin liên lạc nội bộ và ngoại giao, và vị trí thống trị của ngôn ngữ này trong chính trị, tài chính hoặc thẩm quyền không bị các quan chức Áo đặt câu hỏi. Tờ Gazzetta di Milano bằng tiếng Ý là tờ báo chính thức của vương quốc. Các công chức làm việc trong chính quyền chủ yếu là người Ý, chỉ có khoảng 10% trong số họ được tuyển dụng từ các vùng khác của Đế chế Áo. Một số công chức nói song ngữ Ý-Đức đến từ Bá quốc Tyrol lân cận. Tuy nhiên, tiếng Đức là ngôn ngữ chỉ huy của quân đội và các quan chức cảnh sát cấp cao là người nói tiếng Đức bản địa từ các vùng khác của đế chế. Các chức thống đốc cao nhất cũng được dành riêng cho các nhà Quý tộc Áo.
Tướng Áo Karl von Schönhals đã viết trong hồi ký của mình rằng chính quyền Áo được sự ủng hộ của người dân ở nông thôn và tầng lớp trung lưu được đào tạo tại các trường Đại học Pavia và Đại học Padua, những người có thể theo đuổi sự nghiệp trong triều đình Milan.
Von Schönhals lưu ý thêm rằng người Áo không tin tưởng và từ chối các nhà quý tộc địa phương khỏi các chức vụ chính phủ cao cấp, vì theo truyền thống, họ đã từ chối giáo dục đại học và có thể đạt được các vị trí lãnh đạo vì xuất thân gia đình của họ. Do đó, các nhà quý tộc thấy mình bị tước mất khả năng tự khẳng định mình trong việc quản lý xã hội và ủng hộ các cuộc chiến tranh giành độc lập Ý chống lại người Áo.

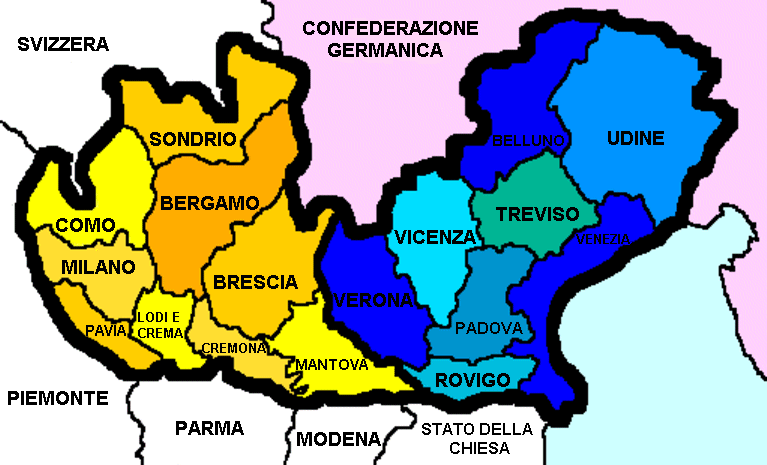
Các tỉnh của Vương quốc Lombardy–Venetia
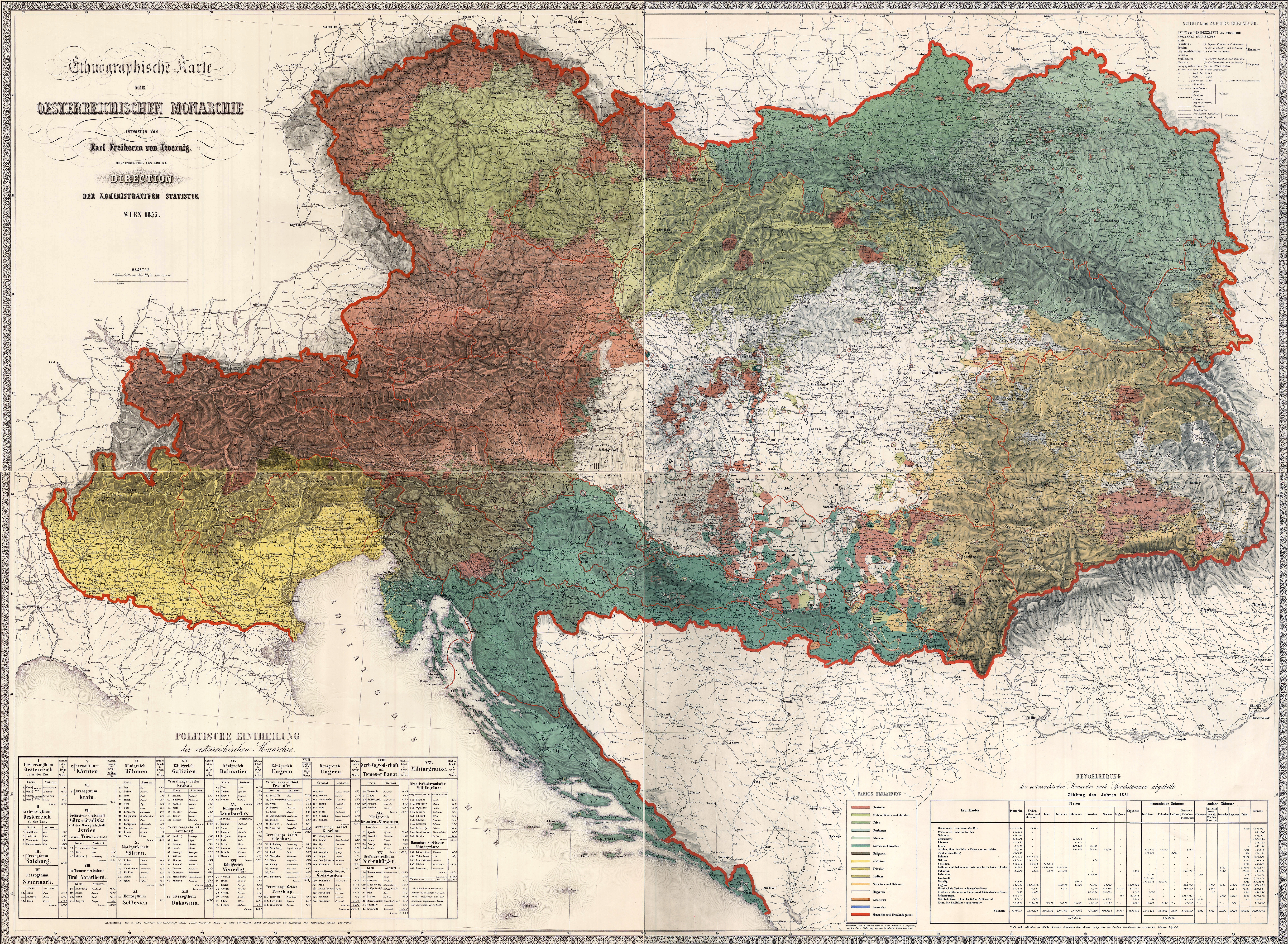
Bản đồ dân tộc học của Đế chế Áo (1855) của Karl von Czoernig-Czernhausen [de]

### Quyền quân chủ
| Vua                                                         | Vua | Trị vì                                                                                        | Hôn nhân Hậu duệ | Quyền kế vị                                                                             |
| ----------------------------------------------------------- | --- | --------------------------------------------------------------------------------------------- | --- | --------------------------------------------------------------------------------------- |
| Franz I (Francesco I) 1768 – 1835 (67 tuổi)                 |     | 9 tháng 6 năm 1815 – 2 tháng 3 năm 1835                                                       | Danh sách - (1) Elizabeth xứ Württemberg (m. 1788; d. 1790) 1 đứa con (Chết yểu) (2) Maria Teresa của Napoli và Sicilia (m. 1790; d. 1807) 11 đứa con (7 người con sống đến tuổi trưởng thành) (3) Maria Ludovika nhà Áo-Este (m. 1808; d. 1816) Không có con (4) Caroline Augusta xứ Bayern (m. 1816; w. 1835) Không có con | - Con trai Leopold II (Chế độ nam trưởng) - Danh hiệu công nhận tại Đại hội Viên (1815) |
| Ferdinand I (Ferdinando I) 1793 – 1875 (82 tuổi)            |     | 2 tháng 3 năm 1835 – 2 tháng 12 năm 1848 (Thoái vị do Cách mạng 1848)                         | Maria Anna xứ Savoia (m. 1831; w. 1878) Không có con | - Con trai Franz I (Chế độ nam trưởng)                                                  |
| Franz Joseph I (Francesco Giuseppe I) 1830 – 1916 (86 tuổi) |     | 2 tháng 12 năm 1848 – 12 tháng 10 năm 1866 (Bị buộc phải nhượng Lombardo và Venetia cho Pháp) | Elizabeth xứ Bayern (m. 1854; d. 1898) 4 người con (3 sống tới tuổi trưởng thành) | - Cháu nội Francis I - Con cả Ferdinand I, em trai còn sống duy nhất (họ hàng gần)      |

### Phó vương Lombardo-Venetia và Thống đốc các xứ Lombardo và Venetia
| Thống đốc Lombardo                                    | Chân dung                            | Thời gian làm việc                                         | Thống đốc Venetia                                            | Chân dung          | Thời gian làm việc                               | Phó vương Lombardo-Venetia                                                             |
| ----------------------------------------------------- | ------------------------------------ | ---------------------------------------------------------- | ------------------------------------------------------------ | ------------------ | ------------------------------------------------ | -------------------------------------------------------------------------------------- |
| Heinrich von Bellegarde (1746 – 1845)                 | không khung                          | 28 tháng 4 năm 1814 – 21 tháng 4 năm 1816                  | Peter Goëss (1776 – 1848)                                    | không khung        | 1815 – Tháng 4 năm 1819                          | Heinrich von Reuss zu Plauen (20 tháng 4 năm 1814 – 7 tháng 4 năm 1815)                |
| Heinrich von Bellegarde (1746 – 1845)                 | không khung                          | 28 tháng 4 năm 1814 – 21 tháng 4 năm 1816                  | Peter Goëss (1776 – 1848)                                    | không khung        | 1815 – Tháng 4 năm 1819                          | Heinrich Johann Bellegarde (7 tháng 4 năm 1815 – 7 tháng 3 năm 1816)                   |
| Franz Joseph von Saurau (1760 – 1832)                 | không khung                          | 21 tháng 4 năm 1816 – 24 tháng 2 năm 1818                  | Peter Goëss (1776 – 1848)                                    | không khung        | 1815 – Tháng 4 năm 1819                          | Đại Công tước Anton Viktor của Áo (7 tháng 3 năm 1816 – 3 tháng 1 năm 1818)            |
| Giulio Strassoldo di Sotto (1771 – 1830)              | không khung                          | 24 tháng 2 năm 1818 – 3 tháng 5 năm 1830                   | Ferdinand Ernst Maria von Bissingen-Nippenburg (1749 – 1831) |                    | Tháng 4 năm 1819 – Tháng 4 năm 1820              | Đại Công tước Rainer Joseph của Áo (7 tháng 3 năm 1816 – 3 tháng 1 năm 1818)           |
| Giulio Strassoldo di Sotto (1771 – 1830)              | không khung                          | 24 tháng 2 năm 1818 – 3 tháng 5 năm 1830                   | Karl von Inzaghi (1777 – 1856)                               |                    | Tháng 4 năm 1820 – Tháng 4 năm 1827              | Đại Công tước Rainer Joseph của Áo (7 tháng 3 năm 1816 – 3 tháng 1 năm 1818)           |
| Franz von Hartig (1789 – 1865)                        | không khung                          | 10 tháng 5 năm 1830 – 26 tháng 11 năm 1840                 | Johann Baptist Spaur (1777 – 1852)                           |                    | Tháng 4 năm 1827 – Tháng 4 năm 1841              | Đại Công tước Rainer Joseph của Áo (7 tháng 3 năm 1816 – 3 tháng 1 năm 1818)           |
| Robert von Salm Reifferscheidt Raitz (1804 – 1875)    |                                      | 26 tháng 11 năm 1840 – 3 tháng 5 năm 1841                  | Alajos Pálffy (1801 – 1876)                                  |                    | Tháng 4 năm 1841 – 22 tháng 3 năm 1848           | Đại Công tước Rainer Joseph của Áo (7 tháng 3 năm 1816 – 3 tháng 1 năm 1818)           |
| Maximilian Karl Lamoral O'Donnell (1812 – 1895)       | không khung                          | 3 tháng 5 năm 1841 – 18 tháng 3 năm 1848                   | Alajos Pálffy (1801 – 1876)                                  |                    | Tháng 4 năm 1841 – 22 tháng 3 năm 1848           | Đại Công tước Rainer Joseph của Áo (7 tháng 3 năm 1816 – 3 tháng 1 năm 1818)           |
| Maximilian Karl Lamoral O'Donnell (1812 – 1895)       | không khung                          | 3 tháng 5 năm 1841 – 18 tháng 3 năm 1848                   | Ferdinand Zichy zu Zich von Vasonykeöy (1783 – 1863)         |                    | 22 tháng 3 năm 1848                              | Đại Công tước Rainer Joseph của Áo (7 tháng 3 năm 1816 – 3 tháng 1 năm 1818)           |
| Chính phủ tự quản Lombardo                            | Chính phủ tự quản Lombardo           | Chính phủ tự quản Lombardo                                 | Cộng hòa San Marco                                           | Cộng hòa San Marco | Cộng hòa San Marco                               | Cách mạng 1848                                                                         |
| Sardinia-Piedmontese chiếm đóng                       |                                      |                                                            | Cộng hòa San Marco                                           | Cộng hòa San Marco | Cộng hòa San Marco                               | Cách mạng 1848                                                                         |
| Felix Schwarzenberg (1800 – 1892)                     | không khung                          | 6 tháng 8 năm 1848 – 1 tháng 9 năm 1849                    | Karl von Gorzowsky (1778 – 1858)                             | không khung        | 24 tháng 4 năm 1849 – Tháng 10 năm 1850          | Josef Radetzky (25 tháng 10 năm 1849 – 6 tháng 9 năm 1857)                             |
| Franz von Wimpffen (1797 – 1870)                      | không khung                          | 1 tháng 9 năm 1849 – 24 tháng 9 năm 1849                   | Anton Freiherr von Puchner (1779 – 1852)                     | không khung        | Tháng 10 năm 1850 – 22 tháng 7/Tháng 8 năm 1850  | Josef Radetzky (25 tháng 10 năm 1849 – 6 tháng 9 năm 1857)                             |
| Alberto Montecuccoli-Laderchi (1802 – 1852)           |                                      | 25 tháng 9 năm 1849 – Trước tháng 10 năm 1849              | Anton Freiherr von Puchner (1779 – 1852)                     | không khung        | Tháng 10 năm 1850 – 22 tháng 7/Tháng 8 năm 1850  | Josef Radetzky (25 tháng 10 năm 1849 – 6 tháng 9 năm 1857)                             |
| Karl Borromäus Philipp zu Schwarzenberg (1802 – 1858) | không khung                          | 18 tháng 10 năm 1849 – 10 tháng 1 năm 1851                 | Anton Freiherr von Puchner (1779 – 1852)                     | không khung        | Tháng 10 năm 1850 – 22 tháng 7/Tháng 8 năm 1850  | Josef Radetzky (25 tháng 10 năm 1849 – 6 tháng 9 năm 1857)                             |
| Michael Strassoldo-Grafenberg (1800 – 1873)           | không khung                          | 10 tháng 1 năm 1851 – 10 tháng 9 năm 1853/tháng 1 năm 1857 | Georg Otto von Toggenburg-Sargans (1811 – 1888)              | không khung        | 22 tháng 7/Tháng 8 năm 1850 – Tháng 2/8 năm 1855 | Josef Radetzky (25 tháng 10 năm 1849 – 6 tháng 9 năm 1857)                             |
| Friedrich von Burger (1804 – 1873)                    | không khung                          | 10 tháng 9 năm 1853/tháng 1 năm 1857 – 8 tháng 6 năm 1859  | Cajetan Graf Bissingen-Nippenburg (1806 – 1890)              | không khung        | Tháng 8 năm 1855 – 18 tháng 2 năm 1860           | Đại Công tước Maximiliano cuả Áo (6 tháng 9 năm 1857 – 20 tháng 4 năm 1859)            |
| Friedrich von Burger (1804 – 1873)                    | không khung                          | 10 tháng 9 năm 1853/tháng 1 năm 1857 – 8 tháng 6 năm 1859  | Cajetan Graf Bissingen-Nippenburg (1806 – 1890)              | không khung        | Tháng 8 năm 1855 – 18 tháng 2 năm 1860           | Ferenc Gyulai von Maros-Nemeth und Nadaska (20 tháng 4 năm 1859 – 16 tháng 6 năm 1859) |
| Friedrich von Burger (1804 – 1873)                    | không khung                          | 10 tháng 9 năm 1853/tháng 1 năm 1857 – 8 tháng 6 năm 1859  | Cajetan Graf Bissingen-Nippenburg (1806 – 1890)              | không khung        | Tháng 8 năm 1855 – 18 tháng 2 năm 1860           | Heinrich von Heß (16 tháng 6 năm 1859 – 1 tháng 8 năm 1859)                            |
| Pháp (sau đó là Sardegna) chiếm đóng                  | Pháp (sau đó là Sardegna) chiếm đóng | Pháp (sau đó là Sardegna) chiếm đóng                       | Cajetan Graf Bissingen-Nippenburg (1806 – 1890)              | không khung        | Tháng 8 năm 1855 – 18 tháng 2 năm 1860           | Chức vụ bị bãi bỏ                                                                      |
| Pháp (sau đó là Sardegna) chiếm đóng                  | Pháp (sau đó là Sardegna) chiếm đóng | Pháp (sau đó là Sardegna) chiếm đóng                       | Georg Otto von Toggenburg-Sargans (1811 – 1888)              | không khung        | 18 tháng 2 năm 1860 – 19 tháng 10 năm 1866       | Chức vụ bị bãi bỏ                                                                      |